# Brazilian Waxing

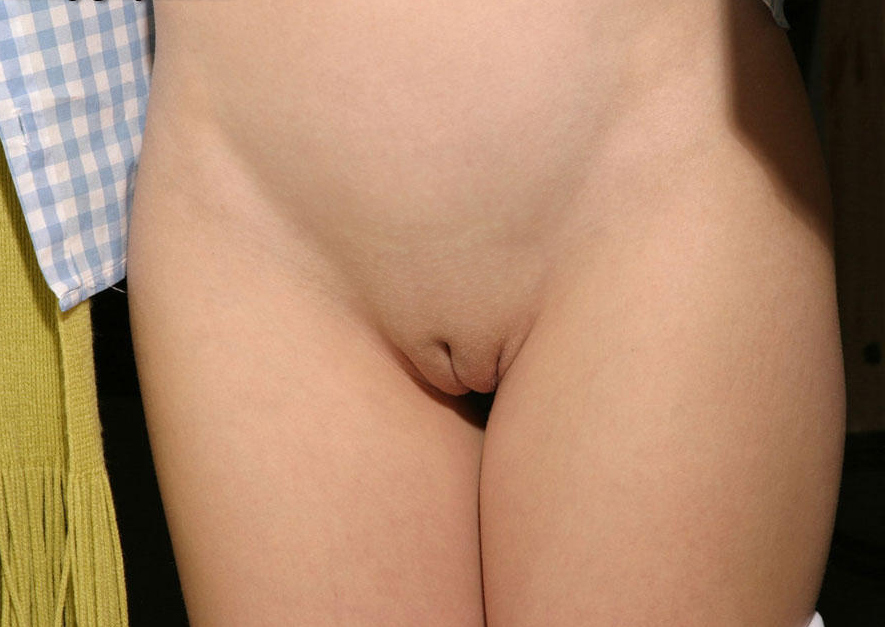
Brazilian Waxing: Im Gegensatz zur Rasur verbleiben keine „Haarstoppeln“. Da das Haar an der Wurzel entfernt wird, bleibt die Haut für mehrere Wochen glatt

Brazilian Waxing (engl. [brəˈzɪliə̯n ˈwæksɪŋ]; „Brasilianisches Wachsen“) bezeichnet eine Form der Haarentfernung im Intimbereich, bei der die Schambehaarung bei Frauen oder Männern mittels Warmwachs oder Zuckermasse (Halawa) entfernt wird. Obwohl das Sugaring mit Halawa eigentlich keine Wachsmethode ist, wird diese Epilationsmethode ebenfalls unter dem Oberbegriff Brazilian Waxing geführt.
Im Gegensatz zur Rasur werden die Haare beim Brazilian Waxing samt der Haarwurzel entfernt. Daher bleibt die Haut länger glatt als bei einer Depilation (z. B. Rasur). Die Anwendungsintervalle können nach wiederholtem Waxing vergrößert werden. So können Intervalle von mindestens circa vier Wochen eingeplant werden.

## Geschichte
Während die Haarentfernung mit Halawa, vor allem im Orient, auf eine jahrhundertealte Tradition zurückreicht, stellt das Brazilian Waxing ein relativ junges Phänomen dar.
Die Ursprünge liegen in den Küstenstädten Brasiliens, wo die Methode in den 1990er Jahren entstand. Mit zunehmender Verbreitung von Tangas und Microkinis wuchs die Nachfrage nach professioneller Haarentfernung im Kosmetikstudio.
Um die Jahrtausendwende ging der Trend auf die USA über, wo er sich zuerst in Kalifornien und an der Ostküste ausbreitete. Hier bürgerte sich auch der Begriff für die Methode ein.
Die Popularität von Brazilian Waxing stieg, nachdem sich viele Stars wie beispielsweise Kate Winslet in den Medien dazu bekannt hatten. Auch durch Thematisierung in Serien wie Sex and the City und Desperate Housewives stieg das Interesse. Aus dieser Tatsache heraus hat sich für die vollständige Enthaarung des Intimbereichs auch der alternative Begriff Hollywood Waxing etabliert. Während in Deutschland weiterhin die Intimrasur das am weitesten verbreitete Verfahren darstellt, ist beispielsweise in Italien Brazilian Waxing die häufigste Methode zur Entfernung der Schamhaare.

## Anwendung

### Vorbehandlung

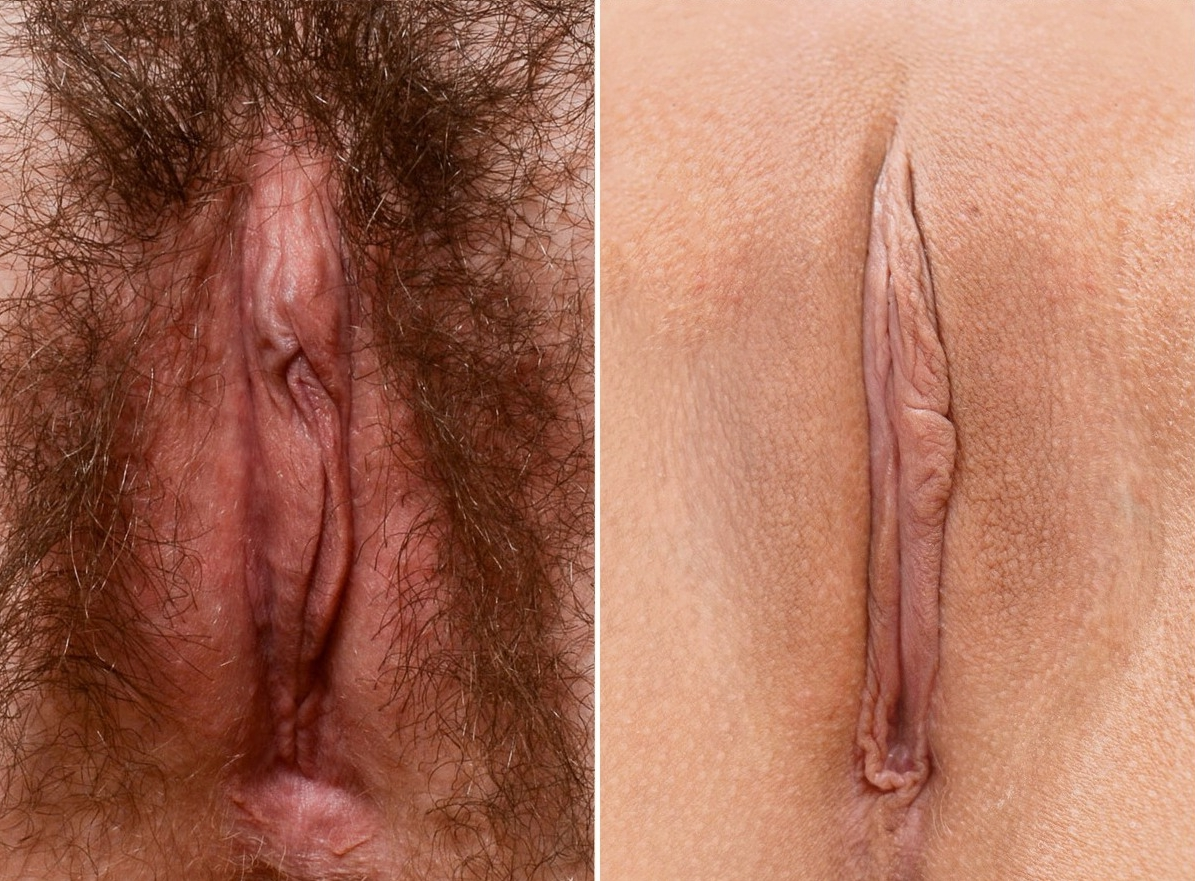
Links: Vulva mit Schamhaaren, rechts: mittels Waxing entfernte Schambehaarung

Ein warmes Bad oder eine warme Kompresse kurz vor der Behandlung öffnet die Poren der Haut und macht sie weich. Durch diese Vorbehandlung lassen sich die Haarfollikel leichter lösen, was sowohl die Schmerzen beim Waxing als auch die Hautirritationen reduziert. Ergänzend oder als Alternative empfiehlt sich ein leichtes Peeling vor der Behandlung. Dies reinigt die Haarfollikel, was ebenfalls die Hautirritationen beim Waxing reduziert.

### Behandlung
Üblicherweise nehmen spezialisierte Kosmetikstudios, die vor allem in den größeren Städten zu finden sind, das Brazilian Waxing vor. Die Kosmetikerin, die auch mit dem brasilianischen Begriff „Depiladora“ bezeichnet wird, behandelt zunächst die entsprechende Stelle im Intimbereich mit einem Spray zur Entfettung und Desinfektion. Bei stärkerer Transpiration oder fettiger Haut empfiehlt es sich zusätzlich Puder auf die zu enthaarenden Stellen aufzutragen. Nach der Behandlung wird abschließend zur Beruhigung der Haut Pflegecreme oder Puder aufgetragen.

#### Anwendung von Wachs

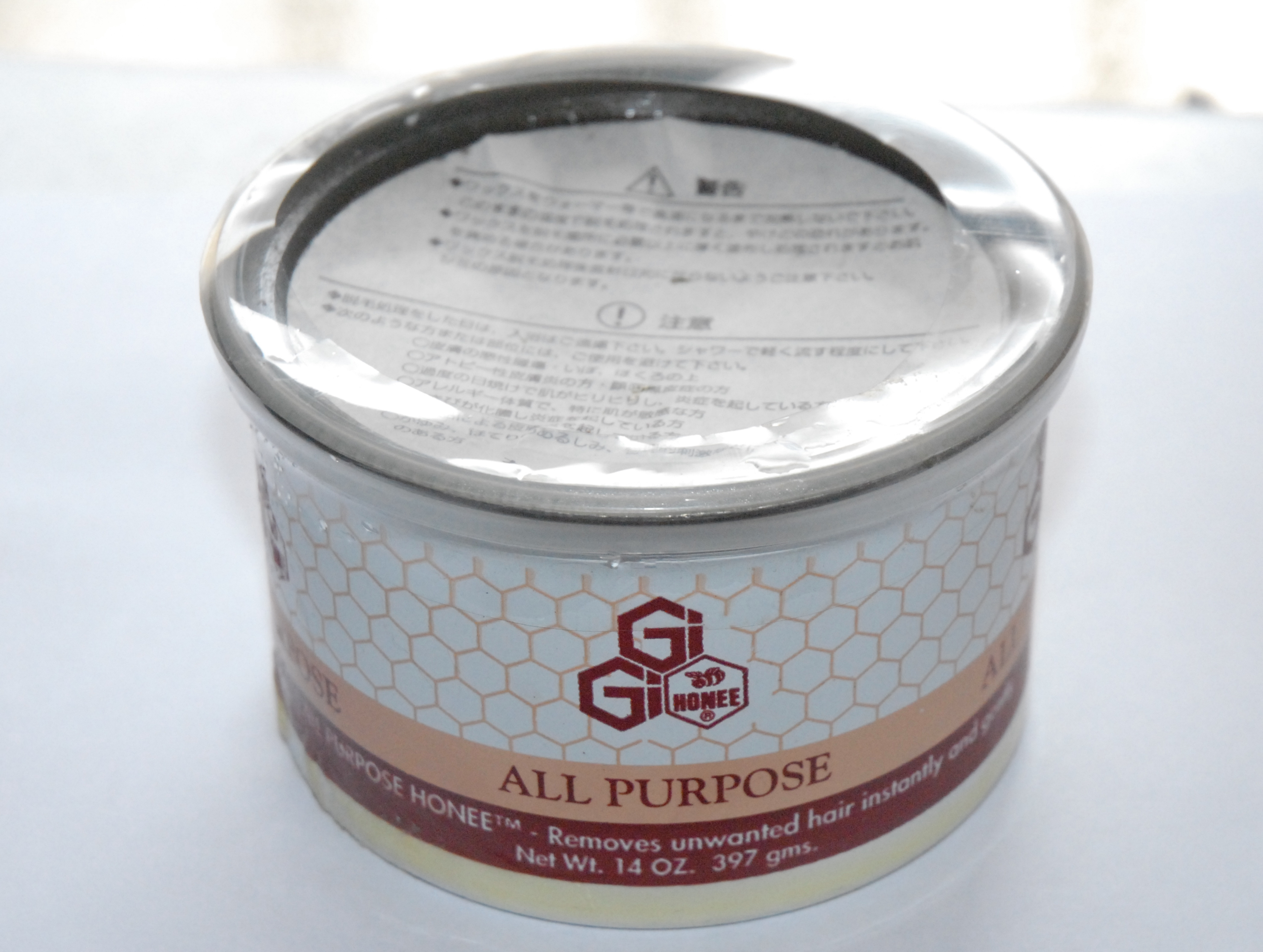
Spezialwachs für die Haarentfernung

Danach wird das warme dickflüssige Spezialwachs mit einem Holzspachtel auf die zu enthaarende Stelle im Intimbereich aufgetragen. Nach kurzer Zeit ist das Wachs abgekühlt und verfestigt. Es wird dann mit einem Ruck, entgegen der Haarwuchsrichtung, entfernt. Im Gegensatz zur klassischen Warmwachsbehandlung werden beim Brazilian Waxing keine Stoff- oder Vliesstreifen verwendet, sondern das abgekühlte Wachs wird direkt abgezogen.

#### Anwendung von Zuckermasse
Die handwarme Zuckermasse wird mit behandschuhten Händen auf die zu enthaarende Stelle im Intimbereich aufgetragen. Sie wird direkt anschließend mit der Handtechnik Flicking in Haarwuchsrichtung entfernt. Mit demselben Stück Zuckermasse wird die Behandlung solange wiederholt, bis das gewünschte Ergebnis erzielt ist.

### Nachbehandlung
Nach dem Waxing sollten für 24 Stunden Sauna, Sonnenbäder und Geschlechtsverkehr vermieden werden. Ebenso sollte am Behandlungstag keine enge Kleidung getragen werden, um unnötige Reizung zu vermeiden. Als Nachbehandlung kommen mehrere Behandlungsformen in Frage: tägliches Peeling sowie Cremes gegen einwachsende Haare als auch Haarwuchs hemmende Cremes. Der Prozess wird in einem zirka monatlichen Abstand wiederholt, Voraussetzung ist eine Haarlänge von einigen Millimetern, damit das Wachs die Haare „greifen“ kann.

## Formen

### Allgemein
In der Regel bezieht sich der Begriff Brazilian Waxing auf die vollständige Entfernung der Schambehaarung, dies ist auch die am häufigsten nachgefragte Variante. Darüber hinaus lassen sich jedoch auch verschiedene „Frisuren“ bzw. Stilformen gestalten. Im Deutschen haben sich die in den USA entstandenen Bezeichnungen für die verschiedenen Stile gehalten. Sie bezeichnen unterschiedliche Grade der Haarentfernung. Prinzipiell lassen sich beliebige Stile realisieren. Allerdings steigen mit der Anzahl der Konturen und zunehmender Komplexität auch Aufwand und Dauer der Behandlung, sodass die vollständige Entfernung der Schambehaarung unter Umständen die schnellste und am wenigsten schmerzhafte Methode ist.

### Formen bei Frauen
Bei Frauen sind folgende Formen etabliert:
- Brazilian (auch Brazilian Hollywood oder kurz Hollywood genannt): ist die ursprüngliche Form und bezeichnet die vollständige Entfernung der Schambehaarung.
- Brazilian Landing Strip (auch Irokese oder Iro): ein schmaler Streifen oberhalb der Schamlippen wird stehengelassen.
- Brazilian Triangle: ein Dreieck oberhalb der Schamlippen wird stehengelassen.
- Freestyle: frei gewählte Formen oder Muster, z. B. Pfeile, Buchstaben, Logos etc.
- Bikini Lines: ausschließlich die Bikinizone wird gewachst.

Natürliche Schambehaarung
Bikini Lines
Freestyle (Beispiel)
Landing Strip bzw. Irokese
Brazilian bzw. Hollywood

### Formen bei Männern
Generell wird Brazilian Waxing bei Männern auch als Manzilian oder Boyzilian bezeichnet. Ähnlich wie bei Frauen gibt es dabei verschiedene Ausführungen:
- Brazilian Man: Entfernung der Schambehaarung am Penisschaft, am Hodensack und seitlich davon; die Schambehaarung oberhalb des Penis bleibt jedoch stehen.
- Brazilian Hollywood Man: vollständige Entfernung der Schambehaarung. Alle Haare am Penisschaft, oberhalb des Penis, am Hodensack und seitlich davon werden entfernt.
- Doppel-Iro: ähnlich wie beim Brazilian Landing Strip bei der Frau, wobei zwei senkrechte Striche rechts und links des Penisschaftes stehenbleiben.
- Freestyle: frei gewählte Formen oder Muster, z. B. Pfeile, Buchstaben, Logos etc.

## Vor- und Nachteile

### Vorteile
Der Hauptvorteil liegt in der langanhaltenden Glattheit und Dauer bis zum Nachwachsen der Haare. So liegen in der Regel ein bis zwei Monate zwischen den Behandlungen. Mit der langfristigen Anwendung nehmen sowohl die Menge als auch die Stärke der Haare ab, so dass sich die Zeiträume zwischen den Anwendungen noch verlängern. Langfristige Anwendung führt dazu, dass die Haare feiner und dünner werden, die Haarwurzeln weniger stark ausgebildet sind, so dass die Haare flaumiger werden. Im Gegensatz zur Rasur bilden sich auch keine harten Stoppeln aus, da die nachwachsenden Haare weiche Spitzen haben.
Auch kann die Rasur im Intimbereich bei einigen Frauen zu Hautreizungen, Pickeln oder Ausschlag führen. Brazilian Waxing wird vom Präsidenten des deutschen Berufsverbandes der Frauenärzte (BVF) als hautfreundliche, wenn auch schmerzhafte, Alternative zur Rasur empfohlen.
Bei bestimmten Körpergestaltungen in der Intimregion (Christina- oder Nefertiti-Piercing, Hanabira oder Vajazzling) kann die Rasur beeinträchtigt werden. Das Waxing stellt auch hierbei eine gute Alternative dar.
Die Epilationspaste klebt nur am Haar und nicht auf der Haut. Dadurch wird die Haut deutlich weniger traumatisiert, weswegen die Behandlung wesentlich schmerzärmer ist als das Wachsen. Die Paste sinkt wegen ihrer weichen Konsistenz und durch das Auftragen auf die Haut gegen die Haarwuchsrichtung in die Haarfollikelöffnung ein und erfasst das Haar weiter unten. Zudem dringen die im Vergleich zu den Haaren extrem kleinen Glucose- oder Fructosemoleküle in die Struktur der Haare ein. Dies ermöglicht das Abziehen der Paste in Haarwuchsrichtung ohne Abbrechen des einzelnen Haares im Haarfollikel und eine reduzierte Tendenz der Haare, nach der Epilation in die Follikelwand hineinzuwachsen. Sie erlaubt eine effektive Epilation von sehr kurzen Haaren bereits ab zwei Millimetern (abhängig vom Körperteil). Dies liegt am tiefen Einsinken der Paste in die Follikelöffnungen.

### Nachteile
Ein Nachteil besteht in der Schmerzhaftigkeit der Prozedur, allerdings nur bei der ersten Behandlung oder nach längeren Unterbrechungen. Die Schmerzwahrnehmung unterliegt individuell starken Schwankungen. Die Prozedur wird zumindest allgemein als unangenehm beschrieben.
Diesem Problem kann entgegengewirkt werden, indem der Kosmetiker fachlich korrekt die richtige Technik einsetzt. Eine Kühlung oder das Anwenden einer schmerzstillenden Creme wirken sich dagegen nachteilig auf die Dauer einer Behandlung und das Ergebnis (vermehrter Haarbruch) aus. Ein speziell geschulter Kosmetiker arbeitet allein mit einer speziellen Technik, um die Schmerzen auf ein erträgliches Maß zu reduzieren. In der Regel werden die Anwendungen nach mehrfacher Wiederholung als immer weniger schmerzhaft erlebt, da auch die Haare dünner und weniger werden.

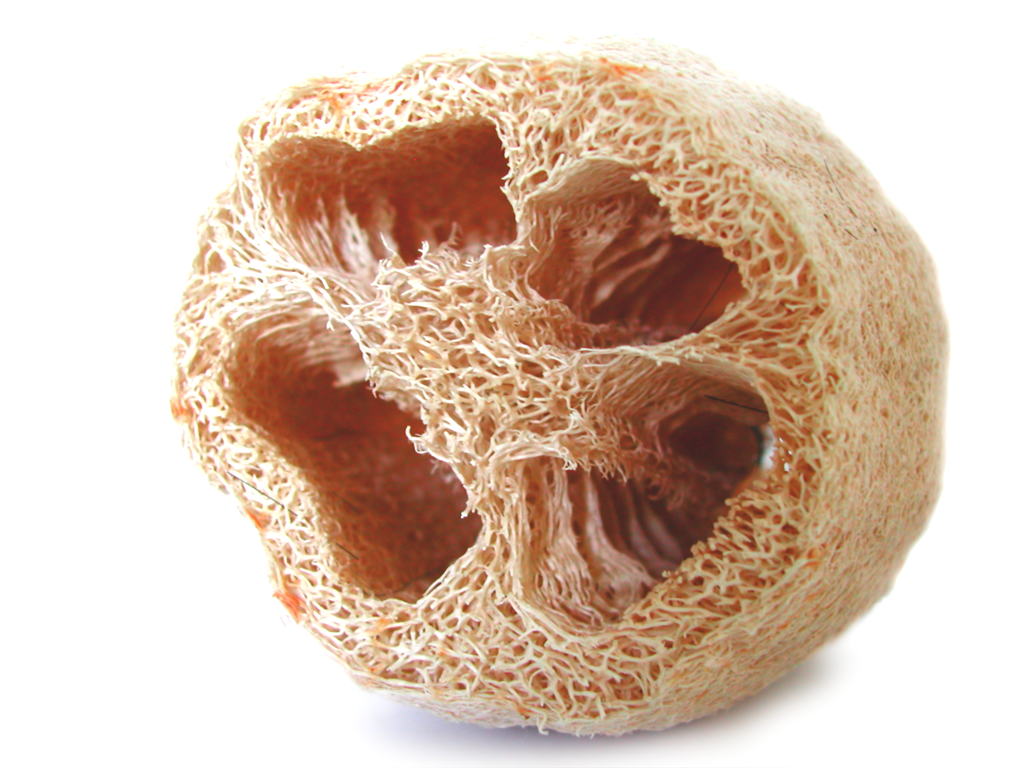
Luffaschwamm

Ein Problem kann in einwachsenden Haaren bestehen. Diesen kann man u. a. durch regelmäßige Massage mit einem Luffaschwamm entgegenwirken.